# Лази (град)
Лази (пољ. Łazy) град је у Шлеском војводству у Завјерћањском повјату (пољ. Powiat zawierciański). Град је седиште општине Лази. Од 1975. до 1998. године град је административно припадао Катовицком војводству.
По подацима од 31. децембра 2004. године у граду је живело 7.242 становника.
За време Другог светског рата Немци су граду променили име прво у Лази, а потом у Лазерн.

## Становништво
Према прелиминарним подацима са пописа, у граду је 2011. живело 7.215 становника.
| 2002. | 2011. | 2012. |
| ----- | ----- | ----- |
| 7.272 | 7.215 | 7.089 |